# Frederick Reinhardt

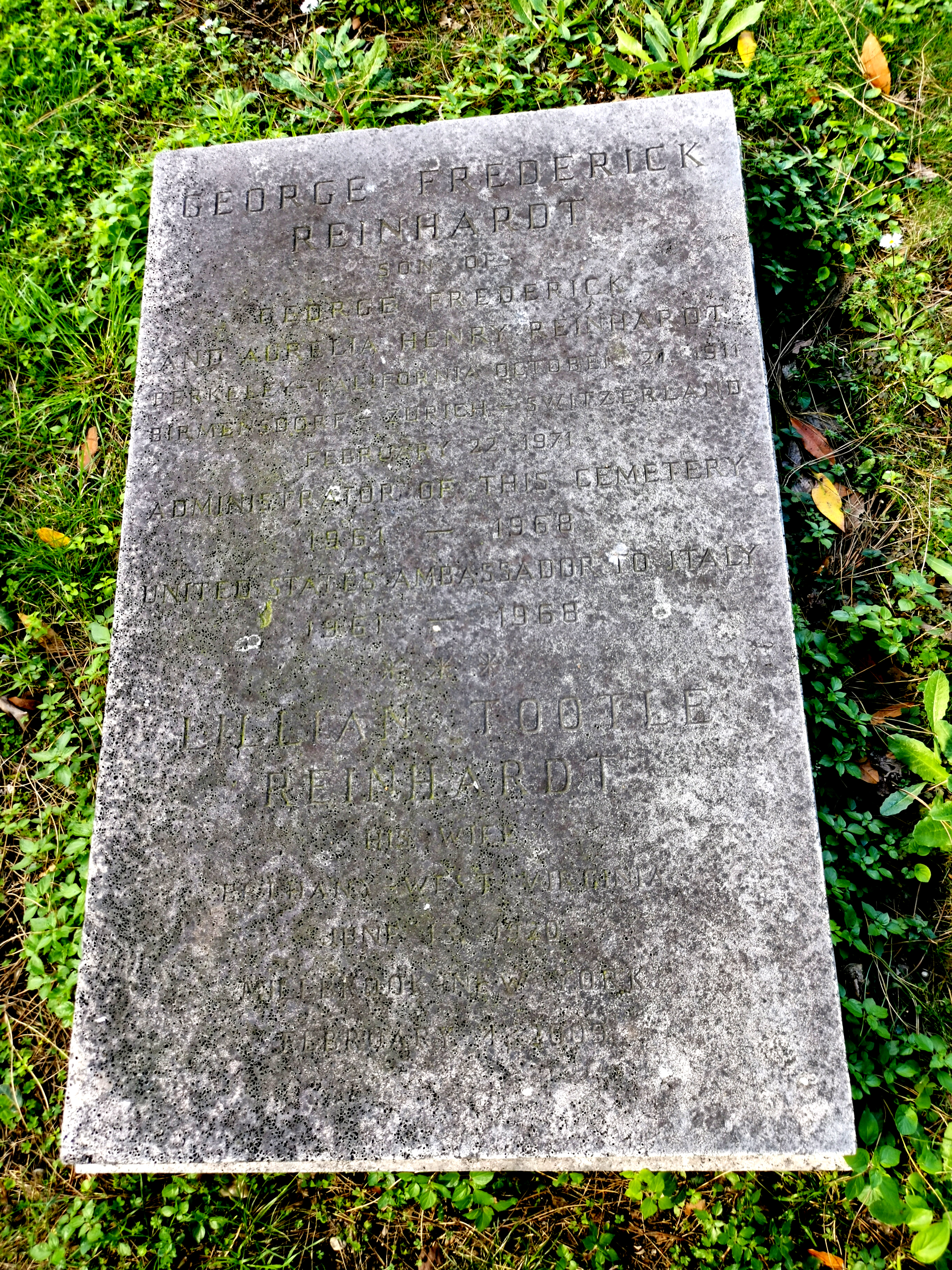
Grab auf dem Nichtkatholischen (Protestantischen) Friedhof Rom

George Frederick „Fred“ Reinhardt, im US-Sprachgebrauch G. Frederick Reinhardt (* 21. Oktober 1911 in Berkeley, Kalifornien; † 23. Februar 1971 in Wohlen, Schweiz) war ein US-amerikanischer Diplomat, zuletzt im Rang eines Botschafters.
Er besuchte die University of California in seiner Heimatstadt und machte dort 1933 seinen BA. Nach einem weiteren MA-Abschluss trat er in die Dienste des Außenministeriums. Er diente 1945 beim Hauptquartier der United States Army in Heidelberg, dann in Moskau, zuletzt als Botschafter in Südvietnam, der Vereinigten Arabischen Republik, Nordjemen und von 1961 bis 1968 in Rom. Dort endete seine Karriere abrupt nach einer Auseinandersetzung mit US-Präsident Lyndon B. Johnson. Dieser hatte Papst Paul VI. im Vatikan besuchen wollen, jedoch ohne auch dem italienischen Staatspräsidenten und dem Ministerpräsidenten Gelegenheit zu einer Begegnung zu geben. Dies war und ist nach dem diplomatischen Protokoll ein Affront und Reinhardt hatte ihn davon abgebracht. Reinhardt wurde „von einem Tag auf den anderen“ abberufen und arbeitete beim Stanford Research Institute in Zürich.
Reinhardt war seit 1949 mit Lillian Larke Tootle verheiratet und hatte mit ihr vier Kinder. Er liegt auf dem Cimitero Acattolico in Rom begraben.